# Helen Tolson
Pour les articles homonymes, voir Tolson.
Helen Tolson (1888-1955) est une suffragette britannique active dans le mouvement Women's Social and Political Union. Elle est arrêtée à diverses reprises entre 1908 et 1909 alors qu'elle milite en faveur du droit de vote des femmes.

## Biographie
Helen Tolson naît en 1888 à Wilmslow dans le Cheshire, fille de Charles Guthrie Tolson (1858-1929), commerçant, et d'Anna née Dymond (1863-1937). Sa mère et sa sœur, Catherine, participent également au mouvement des suffragettes. 

### Activisme
En décembre 1908, Helen Tolson est arrêtée, avec Patricia Tomlison et Joseph Salignet, à la sortie du Sun Hall de Liverpool où le premier ministre de l'époque David Lloyd George donne un discours. En mars 1909, elle rejoint une délégation de suffragettes qui interpelle le premier ministre à propos du droit de vote des femmes. Quand elle est arrêtée devant le parlement, son père écrit à Herbert Gladstone, ministre de l'intérieur, pour se plaindre de la violence policière. En août, elle est battue par une foule libérale venue écouter Winston Churchill et Herbert Samuel au Rushpool Hall, à Saltburn-by-the-Sea.
En septembre, Helen Tolson et sa sœur cadette, Catherine, font partie des suffragettes arrêtées pour avoir brisé des vitres à Manchester, qui ont toutes accepté l'emprisonnement plutôt que de payer des amendes. Deux jours plus tard, elles sont libérés de la prison de Strangeways après avoir entamé une grève de la faim. Le 4 décembre 1909, Helen Tolson, Dora Marsden et Winson Etherley sont arrêtées pour violation de l'ordre public lors d'une apparition de Winston Churchill à l'Empire Theatre de Southport. Les accusations sont rejetées lors de leur comparution devant le tribunal.
Elle reçoit la Hunger Strike Medal de la Women's Social and Political Union. 
En avril 1911, Helen, Catherine, leur mère, Anna, et leur belle-sœur Mme MFE Tolson, « des suffragettes qui ont purgé leur peine dans les prisons anglaises pour la cause » visitent New York. 
En 1919, Helen Tolson épouse John Paxton à Marylebone.